# Bernhard Gramsch
Bernhard Gramsch (* 11. April 1934 in Berlin; † 16. August 2025 in Potsdam) war ein deutscher Prähistorischer Archäologe und war Direktor des Museums für Ur- und Frühgeschichte Potsdam.

## Leben
Nach dem Abitur 1952 arbeitete Gramsch kurze Zeit als Lagerarbeiter, bevor er 1952 ein Studium der Geschichte, Ur- und Frühgeschichte und Quartärgeologie an der Berliner Humboldt-Universität aufnahm. Vier Jahre später erlangte er sein Diplom in den Fächern Ur- und Frühgeschichte sowie Quartärgeologie.
Von 1956 bis 1957 arbeitete er in einem befristeten Arbeitsverhältnis als wissenschaftlicher Assistent am Institut für Ur- und Frühgeschichte der Humboldt-Universität. 1957/58 nahm er an einem Förderungsverfahren des Instituts für Vor- und Frühgeschichte der Deutschen Akademie der Wissenschaften teil. Danach ging er, ebenfalls als wissenschaftlicher Assistent, an das erst wenige Jahre zuvor gegründete Museum für Ur- und Frühgeschichte in Potsdam. Wieder an der Berliner Humboldt-Universität, arbeitete Gramsch von 1959 bis 1962 an seiner Dissertation, 1959 bis 1961 als planmäßiger wissenschaftlicher Aspirant. Ein Jahr später wurde er im Juni mit der Dissertation „Untersuchungen zum Mesolithikum im nördlichen und mittleren Tieflandsraum zwischen Elbe und Oder“ promoviert. Gutachter waren Karl-Heinz Otto und Paul Grimm.
In den Jahren 1963 und 1964 nahm Bernhard Gramsch an zwei Expeditionen der Deutschen Akademie der Wissenschaften zu Berlin teil, die sich der Dokumentation sudanesischer Felsbilder widmeten, bevor diese vom Stausee des Assuan-Staudamms überflutet wurden.
Am 1. März 1965 wurde Bernhard Gramsch zum Leiter des Museums für Ur- und Frühgeschichte Potsdam berufen, eine Stellung, die er für 26 Jahre innehaben sollte. Damit hatte er das jüngste der fünf archäologischen Landesmuseen auf dem Gebiet der DDR übernommen. Er widmete sich dessen Ausbau und bald wurde eine ständige archäologische Dauerausstellung im Schloss Babelsberg eingerichtet. Außerdem gab er von Band 4 bis Band 25 die „Veröffentlichungen des Museums für Ur- und Frühgeschichte Potsdam“ als wissenschaftliche Jahrbücher heraus.
Bernhard Gramsch wurde 1965 als Mitglied in den Beirat für Bodendenkmalpflege beim DDR-Ministerium für Hoch- und Fachschulwesen berufen und blieb in diesem Gremium bis zur Auflösung 1990. In Nachfolge von Werner Coblenz übernahm er 1980 den Vorsitz dieses Gremiums und verblieb in dieser Position bis 1989. Darüber hinaus war Bernhard Gramsch einer der vier deutschen Fachvertreter im Conseil Permanent der Union Internationale des Sciences Préhistoriques et Protohistoriques (U.I.S.P.P.).
Mehrere Jahrzehnte lang übte Bernhard Gramsch eine Lehrtätigkeit an der Berliner Humboldt-Universität aus und in den 1980er Jahren auch an der Martin-Luther-Universität Halle-Wittenberg. Unter dem Titel „Anfänge der Urgesellschaft“ gab er den Studenten dabei eine Einführung in die Zeitabschnitte der Altsteinzeit und der Mittelsteinzeit. Die Facultas Docendi erlangte Gramsch 1977. Im Jahre 1979 wurde er zum Honorar-Dozenten an der Humboldt-Universität ernannt. Gastvorlesungen hielt er ab 1981 an Universitäten in der Schweiz, in den skandinavischen Ländern und in den Niederlanden; im Jahr 1986 übernahm er einen zweiwöchigen Lehrauftrag am archäologischen Institut der Universität Rom. 1991 bis 1999 war er wissenschaftlicher Mitarbeiter in der Brandenburgischen Denkmalpflege.
2000 wurde er für seine Arbeit mit der Rudolf Virchow-Vorlesung geehrt.
Wichtige Ausgrabungen, die Bernhard Gramsch durchführte, fanden unter anderem auf Rügen statt. Die überregional bekannt gewordenen Grabungen widmeten sich der Lietzow-Kultur auf Fundplätzen in Ralswiek-Augustenhof und Lietzow-Buddelin. Die bedeutendste Ausgrabung unter seiner Leitung fand von 1977 bis 1989 auf dem mittelsteinzeitlichen Fundplatz bei Friesack statt. Der Fundplatz, auf dem eine rund hundertmalige Besiedlung zwischen 9200 und 5200 v. Chr. nachgewiesen werden konnte, ist von europäischer Bedeutung.
Am 16. August 2025 ist Bernhard Gramsch im Kreise seiner Familie in Potsdam verstorben.

## Verschiedenes
- Das städtische Vorhaben, auf dem Gelände der 1960 und 1974 gesprengten Heilig-Geist-Kirche Potsdam einen 17-geschossigen Wohnplattenbau zu errichten, scheiterte: Am 28. November 1973 schrieb der Direktor des Museums für Ur- und Frühgeschichte Potsdam, Bernhard Gramsch, gegen die geplante Sprengung gebe es keine Einwände. Doch falls mit dem Abriss auch Neubaupläne verbunden seien, „machen wir schon jetzt darauf aufmerksam, dass das Gelände im Umkreis von 50 Metern unter Bodendenkmalschutz steht“. Im Untergrund lägen die Überreste einer frühmittelalterlichen slawischen Burganlage – der „Keimzelle Potsdams“. Tiefbauarbeiten seien nur nach Ausgrabung möglich und zudem „äußerst kostspielig“, so Gramsch: „Man kann sagen, dass es sich um die teuerste Grabung handeln würde, die je auf dem Territorium der DDR durchgeführt wurde. Auch würde die Grabung minimal fünf Jahre in Anspruch nehmen.“[3] Damit hatten sich die Baupläne erledigt, das Gelände blieb eine Brachfläche.

## Veröffentlichungen
- Das Mesolithikum im Flachland zwischen Elbe und Oder (= Veröffentlichungen des Museums fur Ur- und Frühgeschichte Potsdam. 7, ISSN 0079-4376). VEB Deutscher Verlag der Wissenschaften, Berlin 1973.
- Abnutzungsspuren an mesolithischen Kern- und Scheibenbeilen. In: Ausgrabungen und Funde. Bd. 11, Nr. 3, 1966, S. 109–114.
- mit Klaus Kloss: Excavations near Friesack: An Early Mesolithic Marshland Site in the Northern Plain of Central Europe. In: Clive Bonsall (Hrsg.): The Mesolithic in Europe. Papers Presented at the Third International Symposium, Edinburgh, 1985. John Donald, Edinburgh 1989, ISBN 0-85976-205-X, S. 313–324.
- Friesack: Letzte Jäger und Sammler in Brandenburg. In: Jahrbuch des Römisch-Germanischen Zentralmuseums Mainz. Bd. 47, Nr. 1, 2000, ISSN 0076-2741, S. 51–96.
- Late Mesolithic settlement and sea level development at the Littorina coastal sites of Ralswiek-Augustenhof and Lietzow-Buddelin. In: Reinhard Lampe (Hrsg.): Holocene evolution of the south-western Baltic coast. Geological, archaeological and paleo-environmental aspects. Field meeting on INQUA Subcommission V Sea-level Changes and Coastal Evolution, Western Europe, September 22–27, 2002 (= Greifswalder Geographische Arbeiten. 27). Ernst-Moritz-Arndt-Universität, Greifswald 2002, ISBN 3-86006-196-8, S. 37–45.